# Portret młodego mężczyzny (obraz El Greca)
Portret młodego mężczyzny – obraz olejny hiszpańskiego malarza pochodzenia greckiego Dominikosa Theotokopulosa, znanego jako El Greco.
Portret młodego mężczyzny należy do grupy trzech portretów namalowanych w tym samym okresie, o bardzo podobnym zabarwieniu emocjonalnym i technice wykonania; dwa pozostałe to Portret nieznanego mężczyzny, Portret Rodriga Vázqueza. Historycy z muzeum Prado umieszczają powstanie obrazu na pierwsze lata XVII wieku; datowanie portretów El Greca nie jest łatwe z powodu niespójności rozwoju koncepcji malarskiej artysty dotyczących portretów, w odróżnieniu od innych kompozycji.

## Opis obrazu
Portret przedstawia anonimowego szlachcica w bardzo dużej białej kryzie. Po jej rozmiarach można domniemywać, iż była to postać majętna; według ówczesnej mody im większa kryza, tym zamożniejszy był jej właściciel. W 1621 roku książę Olivares zakazał noszenia kryz. Postać mężczyzny ma inteligentne oczy, które silnie przyciągają uwagę widza. Postać przedstawiona jest w bardzo realistyczny sposób, za pomocą szybkich energicznych pociągnięć pędzla z użyciem impastu.
Płótno jest sygnowane w lewym dolnym rogu. Znajdowało się w kolekcji piątego księcia Arc, a następnie w Royal Collection. Do muzeum Prado trafiło w 1834 roku.